# تاوان (فیلم ۱۹۲۰)
تاوان (به انگلیسی: The Penalty) یک فیلم آمریکایی در سبک جنایی می‌باشد که توسط والاس وورسلی کارگردانی شده‌است. این فیلم بر اساس رمانی از گاورنر موریس می‌باشد که نوه بزرگ گاورنر موریس سناتور نیویورک در سال‌های ۱۸۰۰ تا ۱۸۰۳ بوده‌است می‌باشد.

## خلاصه داستان
داستان در مورد پسر کوچکی است که در یک تصادف مجروح شده‌است و دکتر فریس جوان که به نظر می‌آید به عنوان دستیار کار می‌کند برای نجات او ناچار می‌شود پاهایش را از بالای زانو قطع کند ولی بعد از رسیدن استاد او، متوجه می‌شوند که نیازی به قطع پاهایش نبوده وخانواده پسر دروغ می‌گویند که تنها قطع پاهای او می‌توانسته است زندگی اش را نجات دهد ولی پسر که صدای ان‌ها را از اتاق بغلی شنیده متوجه حقیقت می‌شود و حالا بعد از ۲۷ سال برای انتقام از آن دکتر و دخترش بر می‌گردد

## تولید فیلم
برای شبیه‌سازی پاهای قطع شده چِینی اون‌ها از تعدادی سطل و تعدادی تسمه چرمی استفاده کرده بودند که بسیار پیچیده و همچنین دردناک بود، دکترهای استودیو او را از این کار منع کردند ولی چینی اصرار زیادی داشت، پاهای او را تا نیمه در سطل می‌گذاشتند و قسمت‌های پایین پاهای او را از پشت می‌بستند.
در انتهای فیلم برای اینکه به مردم نشان دهند که واقعاً پای بریده‌ای در کار نبوده است، یه کلیپ کوتاه از پشت صحنه قرار دادند که متأسفانه امروز در فیلم موجود نیست